# Marie Versini
Marie Versini (10. srpna 1940, Paříž, Francie – 22. listopadu 2021, Guingamp, Francie) byla francouzská herečka, kterou proslavila především její role Nšo-či ve filmu Vinnetou.

## Život
Pocházela z rodiny středoškolského učitele původem ze středomořského ostrova Korsika. Tanci a herectví se věnovala již od dětství. Již ve věku 17 let v letech 1957–1959 se stala členkou významné francouzské divadelní scény Comédie-Française. Zde úspěšně účinkovala, mimo jiné, také v Shakespearově dramatu Romeo a Julie.
V roce 1956 také úspěšně debutovala ve filmu, svoji první větší rolí získala v roce 1958 v anglickém snímku A Tale of Two Cities. Díky svým jazykovým schopnostem (mluvila italsky, anglicky, francouzsky a německy) se uplatnila i v dalších zahraničních filmech, například v americkém snímku Pařížské blues. V roce 1963 zvítězila v konkursu na svoji nejznámější životní roli Vinnetouovy sestry Nšo-či ve snímku Vinnetou, což jí zajistilo velkou proslulost i dodnes trvající popularitu. Poté si zahrála ještě v několika dalších dobrodružných filmech natočených na námět knih Karla Maye. V 70. a 80. letech se věnovala v převážné míře herecké práci v televizi. V roce 1984 vystupovala ve filmu a v televizi naposledy.
Během svého života hrála ve 33 hraných filmech.

## Osobní život
Od roku 1974 byla provdána za o 22 let staršího scenáristu a režiséra Pierra Vialetta. V roce 1984 opustila svět filmu, aby se o něj mohla ve stáří starat (zemřel v 94 letech v roce 2013).

## Autobiografická kniha
- Byla jsem Vinnetouovou sestrou